# Glyphonyx sauteri
Glyphonyx sauteri is een keversoort uit de familie kniptorren (Elateridae). De wetenschappelijke naam van de soort is voor het eerst geldig gepubliceerd in 1931 door Miwa.